# Леонов, Константин Константинович
Константин Константинович Леонов (14 июня 1908, Белёв — 11 января 1989, Новосибирск) — советский архитектор, кандидат архитектуры (1967).

## Биография
Родился в 1908 году в Белёве Тульской губернии.
В 1931 году окончил Сибирский технологический институт в Томске. В этом же году начал работать в инженерно-строительном отделе ПП ОГПУ Западно-Сибирского края.
С 1937 года стал инженером-архитектором Новосибирского аэрогеодезического предприятия ГУГК (Главное управление геодезии и картографии).
Был старшим инженером, и. о. начальника в ОКСе, позднее — главного инженера строительства НИИГАиКа.
В 1941 году стал групповым архитектором, главным инженером проектов «Новосибпроекта». В 1958 году работает в НИСИ имени В. В. Куйбышева (доцент кафедры промышленных, гражданских и сельскохозяйственных зданий, доцент кафедры архитектуры гражданских зданий).
В 1934—1937 годы — член и председатель президиума краевого бюро инженерно-технических секций профсоюза коммунального жилищного строительства в Новосибирске; член правления и руководитель в секции Новосибирского отдела Союза архитекторов.
В 1937—1940 годы — руководитель проектного бюро, а также и. о. начальника строительного отдела Новосибирского аэрогеодезического предприятия главного управления геодезии и картографии при СНК СССР; в 1940—1941 годы — главный архитектор ОКСа Новосибирского института инженеров геодезии, аэрофотосъёмки и картографии.
В 1941—1950 годы был автором проектов Новосибирского областного проектного треста «Новосибпроект»; в 1950—1954 годы — главным инженером проектов Новосибирского отдела Государственного союзного специализированного института № 4 Министерства сельхозмашиностроения СССР (ГССПИ-4). С 1954 по 1958 год был руководителем проектной группы и главным инженером проектов отдела гражданского проектирования Новосибирского отделения ГССПИ-4.
В 1955 году был делегатом 2-го Всесоюзного съезда советской архитектуры.
В 1958—1980 годы — доцент Новосибирского инженерно-строительного института имени В. В. Куйбышева.
Похоронен на Заельцовском кладбище Новосибирска (квартал 68н).

## Проекты
С 1931 по 1958 год реализовал 112 проектов, из них 12 проектов создал в соавторстве, 100 — самостоятельно. В числе проектов: спортивный зал клуба имени Межениновского (1933), учебный корпус и комплекс зданий НИИГАиКа (1939—1941), кинотеатр «Пионер» (реконструкция, 1945), планировка парка имени Кирова (1945), Дом культуры имени А. С. Попова (1950—1956).
В 1947—1953 выполнил проекты для курорта Белокурихи (Алтайский край), в 1952—1953 — проекты жилых зданий в Юрге Кемеровской области, в 1952—1956 годы — проекты детских оздоровительных лагерей в Новосибирской области.
- Дом культуры имени А. С. Попова